# Wodoryjek wytworny
Wodoryjek wytworny (Nectogale elegans) – gatunek owadożernego ssaka z rodziny ryjówkowatych (Soricidae).

## Systematyka
Takson po raz pierwszy opisany przez A. Milne-Edwardsa w 1870 roku pod nazwą Nectogale elegans w czasopiśmie Comptes Rendus Hebdomadaires des Séances de l'Académie des Sciences. Jako miejsce typowe autor wskazał Moupin (dzisiejszy Baoxing) w Syczuanie. Jedyny przedstawiciel rodzaju Nectogale utworzonym również przez A. Milne-Edwardsa w 1870 roku.

### Gatunek typowy
Nectogale elegans Milne-Edwards, 1870

## Występowanie i biotop
Gatunek ten występuje w  Chinach, Tybecie, Nepalu, Mjanmie, Indiach i Bhutanie. Zamieszkuje czyste, górskie strumienie na wysokościach 900–2270 m n.p.m.

## Charakterystyka ogólna
| Podstawowe dane | Podstawowe dane |
| --------------- | --------------- |
| Długość ciała   | 90–128 mm       |
| Długość ogona   | 89–110 mm       |
| Masa ciała      | 25-45 g         |

### Wygląd
Ssak ten ma miękkie, aksamitne futro o szarawym zabarwieniu. Spód ciała jest biały. Długi ogon jest pomocny podczas pływania. Duża głowa o wydłużonym pysku, słabo rozwiniętych oczach i mało widocznych uszach. Uzębienie jest przystosowane do spożywania ryb. Stopy są przystosowane do chodzenia po mokrych, śliskich skałach - palce są spięte błoną pływną. 

### Tryb życia
Mało poznany. Przebywa najczęściej w pobliżu wody, w której świetnie pływa i nurkuje.

### Rozród
Szczegóły  rozrodu, wielkości miotu i wychowania młodych nie są znane.

## Zagrożenie i ochrona
W Czerwonej księdze gatunków zagrożonych Międzynarodowej Unii Ochrony Przyrody i Jej Zasobów został zaliczony do kategorii niskiego ryzyka LC.